# 排尿障害
排尿障害（はいにょうしょうがい、英;urinary dysfunction, dysuria）は、日本語/英語共に、過活動膀胱/尿失禁および排尿困難/尿閉の両者を指すことが多く、最近は、下部尿路症状 (lower urinary tract symptom LUTS) の用語が用いられることが多い。原因は、男性・女性の神経因性膀胱 (neurogenic bladder dysfunction NB)、男性の前立腺肥大症 (prostatic hyperplasia PH)、女性の腹圧性尿失禁 (stress urinary incontinence SUI) などが多い。検査と治療は、それぞれの項目を参照されたい。

## 排尿のメカニズム
排尿中枢は大まかに脳に存在する高位中枢と仙髄に存在する下位中枢に分かれる。通常、下位排尿中枢によって膀胱、尿道括約筋は尿を貯留するように収縮している。尿が貯留するとそれは尿意として知覚され、下位排尿中枢、高位排尿中枢と上行していく。高位排尿中枢は排尿を抑制するように指令をしているが、随意的にその指令を解除することで排尿は行われると考えられている。高位中枢、下位中枢、膀胱、尿道括約筋、それらを結ぶ神経路のなどの障害により排尿障害は起こると考えられている。
two-phase conceptによると排尿機能は蓄尿と排尿という2つの行為から成り立っていると考えられている。適切な蓄尿を行うにはいくつかの条件がある。蓄尿量に対応して膀胱内を低圧に保ち、適度な尿意を伝えること。膀胱の出口は安静時、加腹圧時に閉鎖していること。不随意な膀胱排尿筋収縮が起らないことなどが挙げられる。適切な排尿を起こすにも条件がある。適度な強さで膀胱平滑筋が協調的に収縮すること。平滑筋および横紋筋括約筋のある膀胱出口の部位で排尿に同期して抵抗が低くなること。解剖学的な閉塞がないことなどが挙げられる。

## 排尿に関わる部位
- 膀胱
  - 膀胱平滑筋
  - 膀胱上皮細胞
- 膀胱知覚神経
- 下部尿路神経
- 中枢排尿制御
  - 仙髄二次求心性神経細胞-側索脊髄被蓋路-中脳中心灰白質-橋青斑核複合体 青斑核α排尿中枢-視床-大脳皮質感覚野
- 黒質ドパミンニューロン-D1様受容体（排尿反射抑制）、D2様受容体（排尿反射亢進）
- 橋排尿中枢- GABA-A受容体-排尿反射の抑制
- 前頭前野、帯状回

下部尿路を支配する末梢神経には副交感神経の骨盤神経、交感神経の下腹神経、体性神経の陰部神経がある。3神経とも求心性、遠心性のいずれにも作用し、膀胱、尿道をそれぞれ支配して排尿を複雑に調節している。副交感神経が興奮するとアセチルコリンが放出され、膀胱平滑筋上のM3受容体に結合し収縮する。交感神経が興奮するとノルアドレナリンが放出されα1受容体を介して内尿道括約筋を収縮させ、膀胱体部ではβ3受容体を介して膀胱を弛緩させる。体性神経が興奮するとアセチルコリンが放出され、ニコチン受容体を介して外尿道括約筋を収縮させる。この膀胱括約筋の節前性ニューロンは仙髄（S2 - S4）の中間外側核にある。尿道は内、外尿道括約筋からなり、外尿道括約筋の運動ニューロンは仙髄S2 - S4前角にオヌフ核（onuf核）である。内尿道括約筋の節前ニューロンは胸腰髄（T11 - L2）中間外側核にある。なお、排尿中枢は脳幹、橋被蓋部青斑核近傍か前頭葉、大脳基底核が関与するとされている。

## 正常な排尿状態
蓄尿期
- 300ミリリットル（mL）から400 mL尿がたまると尿意を感じる。
- 尿意を生じてからもある程度我慢ができる。

排出期
- 排尿を意図すればいつでも排尿することができる。
- 排尿に際し特別な努力を要さない。

## 排尿障害の症候
蓄尿障害では夜間頻尿、頻尿、尿意切迫、失禁といった症状が出現し、排出障害では遷延性、苒延性、尿線狭小、尿線途絶、腹圧排尿、尿閉といった症状が出現する。蓄尿障害は上位ニューロン障害で、排出障害は下位ニューロン障害で起こる場合が多いが一概には言えない。例えば尿失禁の原因が膀胱、尿道括約筋障害であることは非常に多く、高齢の多産婦に多い。高齢の男性では前立腺肥大により尿閉が多い。これらも排尿障害の範疇に含まれる。中間頻尿は日中覚醒時の排尿回数が8回以上のものをいい、夜間頻尿は夜間就眠中に覚醒しての排尿障害が2回以上のものをいう。
多尿
1日尿量2500 mLのことをいう。
頻尿
特に数字上の定義はないが、昼間頻尿は日中覚醒時の排尿回数が8回以上のものを言い、夜間頻尿は夜間就眠中に覚醒しての排尿回数が2回以上のものをいう。頻尿は多尿、膀胱粘膜刺激、ストレスなどによりおこる。ほかにも糖尿病、尿崩症、膀胱炎、神経因性膀胱（後述）が原因としてあげられる。カフェインの摂取等の外的要因により、一過性の多尿や頻尿も発生しうる。
尿失禁
尿を自分の意思によらず排泄してしまうこと。尿失禁の原因が膀胱、尿道括約筋障害であることが非常に多く、高齢の多産婦に多い。原因・病態別に、真性尿失禁、緊張性（腹圧性）尿失禁、溢流性（奇異性）尿失禁、切迫性尿失禁、反射性尿失禁などに分類される。
尿閉
膀胱の尿を排出できない状態。前立腺肥大症のある高齢男性に多い。
乏尿、無尿
乏尿は400 (mL/day) 未満、無尿は100 (mL/day) 未満の状態。
残尿感
残尿あるなしにかかわらず、残っているように感じること。膀胱炎、尿路感染で多い。

## 排尿障害の原因診断

### 蓄尿障害
頻尿は多尿によっても起こるためまずは多尿の有無を評価する。排尿チャートをつけ、1日尿量が2リットルを超える場合は多尿と考える。多尿があっても下部尿路の機能障害を合併することも少なくないため排尿機能検査が必要となる。蓄尿障害では膀胱内圧測定を行う。
正常
蓄尿時に膀胱内圧が一定に保たれる。
排尿筋過活動
急激に内圧が上昇する。排尿筋の不随意の収縮によるもので膀胱を支配する副交感神経の中枢性の障害を示唆する。高齢者に多く潜在性の脳血管障害が原因と考えられている。神経診断学の深部腱反射の亢進と原理は同じと考えられている。
低コンプライアンス膀胱
蓄尿時に徐々に内圧が上昇していく。馬尾疾患や仙髄病変でみられ、膀胱を支配する副交感神経の節前線維の病変で認められる。
アトニー膀胱
正常の範囲を超えて蓄尿でき、その間内圧が低下したままの状態。膀胱を支配する副交感神経の節後線維の障害と考えられており、糖尿病性ニューロパチーなど末梢神経障害との合併が多い。

### 排出障害
排出障害の有無と程度を評価するには尿流測定と残尿測定を行う。尿流低下が認められる場合はpressure flow studyを行うことで膀胱収縮筋力の低下か膀胱出口部の閉塞かの推定を行うことができる。膀胱収縮力の低下が認められた場合は蓄尿障害も評価する。脊髄病変では排尿筋外括約筋協調不全が認められる。外尿道括約筋の筋電図で神経原性変化が認められる時は、仙髄Onuf核以下に病変があると考えられる。この病変は多系統萎縮症では認められることがあるがパーキンソン病では認められず両者の鑑別に役に立つ。

## 排尿障害の各論事項

### 神経因性膀胱
上位ニューロン障害である痙性神経因性膀胱と下位ニューロン障害である弛緩性神経因性膀胱に分かれる。上位中枢、仙髄排尿中枢の抑制系が障害されると、尿意を自覚したときに抑制できない状態となり、知覚が障害されると、仙髄反射があれば排尿が行われるが、反射が消失したら、排尿できず膀胱内にたまり続ける状態となる｡手圧腹圧排尿は尿が腎臓へ逆流し腎不全を誘発するおそれがあるため行わなくなりつつある。よく用いられる治療としては間欠的導尿と薬物療法である。薬物療法では痙性神経因性膀胱では抗コリン薬、弛緩性神経因性膀胱ではコリン作動薬が用いられることが多い。治療の目標としてはバランス膀胱の確立であり、排尿間隔2時間以上、尿失禁がなく、残尿100 mL以下、尿路感染症がない状態を目標とする。神経因性膀胱では古典的なLapides分類というものも知られており、無抑制神経因性膀胱（脳の障害であり、子供のおもらしのように排尿抑制ができないもの）、反射性神経因性膀胱（上位脊髄伝導路障害で運動も感覚も障害される）、自律性膀胱（下位排尿中枢である仙髄の障害）、知覚麻痺性神経因性膀胱、運動麻痺性神経因性膀胱に分類されることもある。

### 尿失禁
膀胱括約筋の障害で起こることが最も多い。真性尿失禁、緊張性（腹圧性）尿失禁、溢流性（奇異性）尿失禁、切迫性尿失禁、反射性尿失禁などに分類されることがある。

### 尿閉
尿閉は膀胱の尿を排出できない状態であり、尿を作れない乏尿（400 mL/day未満）、無尿（100 mL/day未満）とは異なる。前立腺肥大症のある高齢男性に多い。特に飲酒後に多い。膀胱エコーにて膀胱内に尿が貯留していることを確認することで診断できる。肉眼的血尿、膀胱内に不均一エコーが認められた場合は膀胱タンポナーデの可能性があり、膀胱洗浄が必要となる。このような所見がなければ一過性尿閉であることが多く、導尿や膀胱カテーテル留置で改善することが多い。夜間に尿閉を繰り返す場合はカテーテルを留置し、バック操作を指導、翌日泌尿器科受診とするという方法もある。注意すべき尿閉には持続性尿閉というものがある。外傷などによる脊髄損傷による膀胱直腸障害であり、直腸診で肛門括約筋収縮が消失していることが特徴である。内因的な原因として、椎間板ヘルニアや癌の骨転移で起こることもある。骨転移しやすい癌は左右対称性の臓器であることが多く、甲状腺癌、乳癌、肺癌、腎細胞癌、前立腺癌で多い。但し前立腺がんは骨硬化性の転移をすることが多く脊髄損傷の頻度は高くない。これらはCTなど画像診断で診断される。椎間板ヘルニアによる場合は6時間以内に緊急手術を行わなければ膀胱直腸障害が不可逆的になる可能性がある。
膀胱カテーテルは男性の尿道損傷のとき禁忌となるがこれは会陰部に血腫が認められたり、尿道から出血が認められたり、直腸診で前立腺が触れられないときに疑う。外傷患者の直腸診には前立腺触診による尿道損傷の評価と肛門括約筋収縮による脊髄損傷の評価を行うという意義がある。
前立腺肥大症の場合は塩酸タムスロシンなどを用いることがある。タムスロシン 0.1ミリグラム（mg）を就寝前内服によって数日で排尿障害が改善する。α1受容体遮断薬のため副作用には血圧の低下、めまい、たちくらみなどがある。

### 尿路感染症
尿路感染症でも膀胱括約筋が過敏となり排尿障害がおこる。これらは尿検査で診断できる。

### 残尿
残尿は排出障害である。泌尿器疾患や神経変性疾患で残尿が生じることがある。多系統萎縮症では残尿が74%認められ、100 mL以上の残尿が52%で認められていた。発症1年目は平均残尿量が71 mLであったが5年後には170 mLと有意な増加が認められる。多系統萎縮症患者20例とパーキンソン病患者20例の検討では多系統萎縮症患者では残尿量がパーキンソン病患者よりも多く、100 mL以上の残尿はMSAでは11例に認められたがパーキンソン病患者では1例のみでしか認められなかった。残尿量は多系統萎縮症の早期診断や鑑別に重要と考えられている。

## 排尿障害の治療
原因疾患の治療を行うことが多い。例えば、膀胱頚部硬化症によるα1受容体遮断薬などがこれにあたる。その他神経因性膀胱など排尿機能の調節が必要な場合は症状に合わせて処方を行う。two-phase conceptに基づき治療薬は分類される。排尿困難の治療薬の中には、脳に重要なコリンに対して抗コリン作用を持つものがあり、記憶障害を引き起こす可能性がかなりあるので、医師に相談すること。
| 排出障害     | 蓄尿障害                   |
| ------------ | -------------------------- |
| 排尿開始遅延 | 頻尿（夜間頻尿、昼間頻尿） |
| 排尿時間延長 | 尿意切迫                   |
| 尿閉         | 切迫性尿失禁               |
| 溢流性尿失禁 |                            |
| 残尿         |                            |

### 蓄尿障害
蓄尿障害には膀胱を広げる薬と排出路を閉める薬が有効である。膀胱を広げる薬は抗コリン作用のあるもので塩酸プロピベリン（バップフォー®）、塩酸オキシプチニン（ポラキス®）、塩酸フラボキサート（ブラダロン®）、三環系抗うつ薬であるイミプラミン（トフラニール®）などが用いられる。排出路を閉めるにはβ2刺激薬である塩酸クレンブテール（スピロペント®）、エストロゲン（プレマリン®）、三環系抗うつ薬であるイミプラミン（トフラニール®）などが用いられる。
塩酸プロピベリン（バップフォー®）
抗ムスカリン作用とカルシウム拮抗作用を併せ持つ。20 mg/dayで1 - 2回に分けて内服することが多い。
ソリファナシン（ベシケア®）
ムスカリン受容体M3に対して選択性が高い。5 mg/dayから開始し10 mg/dayまで増量することができる。
塩酸フラボキサート（ブラダロン®）
抗ムスカリン作用はなく、Ca拮抗作用で蓄尿障害の改善が期待できる。副作用が出にくい。

### 排出障害
排出障害には膀胱を収縮させる薬と排出路を広げる薬が有効である。膀胱を収縮させる薬にはコリン作動薬が有効でありベサコリン®やウブレチド®がよく用いられる。副作用にはパーキンソニズムの悪化、発汗、腹痛などがあげられる。排出路を広げる薬はαブロッカーが主に用いられ、ユリーフ®、ハルナールD®、ミニプレス®、エブランチル®、フリバス®、アビショット®、パソメット®などがよく用いられる。副作用に起立性低血圧がある。
ジスチグミン（ウブレチド®）
コリンエステラーゼ阻害薬であり、膀胱を収縮させることで排出障害の改善が期待できる。5 mg/day使用する。
シロドシン（ユリーフ®）
選択的α1阻害薬である。閉塞症状に効果的と考えられている。
ナフトピジル（フリバス®）
α1Aに加えてα1D受容体にも選択性があり、蓄尿症状の改善が期待できる。また射精障害を起こしにくい。
タムスロシン（ハルナールD®）
α1A受容体への選択性が高い。全身作用が少ないためよく用いられる。
ウラピジル（エブランチル®）
閉塞症状の改善に用いられる。

### 疾患特異的治療
多発性硬化症
排尿困難にはミニプレスやエブランチルを用い、頻尿、尿意切迫、尿失禁にはベシケア®、デトルシトール®、バップフォー®などがよく用いられる。